# Kazimierz Szopiński
Kazimierz Tomasz Szopiński (ur. 1960 w Tomaszowie Lubelskim) – polski lekarz, profesor doktor habilitowany nauk medycznych. 

## Życiorys
Absolwent Wydziału Elektroniki Politechniki Warszawskiej oraz I Wydziału Lekarskiego Akademii Medycznej w Warszawie.
W roku 2003 uzyskał habilitację dziedzinie - nauki medyczne, ze specjalizacją - medycyna nuklearna, neurologia. Od 2012 profesor nauk medycznych.  Obecnie Kierownik Zakładu Radiologii Stomatologicznej i Szczękowo-Twarzowej Wydziału Lekarsko-Dentystycznego Warszawskiego Uniwersytetu Medycznego. Szopiński jest specjalistą w dziedzinie radiologii i diagnostyki obrazowej oraz w dziedzinie medycyny nuklearnej. 
W latach 2008–2011 był prodziekanem II Wydziału Lekarskiego Warszawskiego Uniwersytetu Medycznego do spraw Oddziału Nauczania w Języku Angielskim. Obecnie Dziekan Wydziału Lekarsko-Dentystycznego Warszawskiego Uniwersytetu Medycznego. 
Członek Okręgowej Izby Lekarskiej w Warszawie.